# Rémy Riou
Rémy Riou (Lyon, 6 de agosto de 1987) é um futebolista francês que atua como goleiro. Atualmente defende o Paris FC.

## Carreira
Riou começou a carreira no Lyon.